# Kévin Jacmot
Kévin Jacmot, né le 22 mars 1984 à Lyon, est un footballeur français qui évolue au poste de milieu de terrain.

## Biographie
Formé à l'OL où il n'est jamais aligné au sein de l'équipe première, il est prêté au Sporting Club bastiais. Il débute en ligue 1 fin novembre 2003 face à Nantes avant d'être titularisé le 13 décembre 2003 par Gérard Gili face à son club formateur. Il affronte en 2006 le Paris-SG en huitième de finale de la Coupe de France au stade Gerland, sous les couleurs de l'AS Lyon-Duchère.
Après un passage à Saint-Priest, il part s'exiler en troisième division belge. Lors de l'été 2010, il signe au Gap HAFC qui vient d'obtenir son billet pour le National. En 2011, il est laissé libre par le club.

## Carrière de joueur
- 2001-2003 :  Olympique lyonnais B (CFA)
- 2003-2004 :  SC Bastia, 4 matchs en Ligue 1
- 2004-2005 :  Olympique lyonnais B (CFA)
- 2005-2006 :  AS Lyon-Duchère (CFA)
- 2006-2008 :  AS Saint-Priest (CFA)
- 2008-2010 :  RE Virton (D3 belge)
- 2010-2011 :  Gap HAFC (National)[1]

## Palmarès
- France U17
  - Vainqueur de la Coupe du monde des - de 17 ans en 2001
- Olympique lyonnais
  - Champion de CFA (Groupe C) en 2003